# Fatoumata Binta Diallo
Pour les articles homonymes, voir Fatoumata Diallo.
Fatoumata Binta Diallo est une femme politique guinéenne, ancienne ministre de l'Industrie, des Petites et moyennes entreprises et de la Promotion du secteur privé.

## Biographie

### Famille
Fatoumata Binta Diallo est la fille de l'ancien président de l'Assemblée nationale de Guinée Boubacar Biro Diallo. 

### Parcours politique
Elle est membre de l'Assemblée nationale guinéenne pour la circonscription de Koundara,.
Fatoumata Binta Diallo a servi dans le cabinet de la Guinée en tant que ministre de l'Énergie et de l'Eau.
Entre 2015 et 2016, elle est ministre de l'Industrie, des Petites et moyennes entreprises et de la Promotion du secteur privé, auprès du président Alpha Condé,.
Fatoumata Binta Diallo était membre de l'Union des forces démocratiques de Guinée.
En octobre 2017, elle change de parti politique pour intégrer le Rassemblement du peuple de Guinée.
Fatoumata Binta Diallo est élue présidente du Forum des femmes parlementaires de Guinée en juillet 2016 ; elle avait auparavant trésorière du corps. Ses objectifs sont d'améliorer la représentation des femmes au parlement guinéen, au gouvernement local et au pouvoir judiciaire.
Elle a encouragé l'auteur Adnan Qureshi à se rendre en Guinée pour documenter l'épidémie du virus Ebola en Afrique de l'Ouest entre  2013 et 1016.